# CX Большой Медведицы
CX Большой Медведицы (лат. CX Ursae Majoris), HD 99002 — одиночная переменная звезда в созвездии Большой Медведицы на расстоянии приблизительно 496 световых лет (около 152 парсеков) от Солнца. Видимая звёздная величина звезды — от +6,828m до +6,8m.

## Характеристики
CX Большой Медведицы — жёлто-белая пульсирующая переменная звезда типа Дельты Щита (DSCTC:) спектрального класса F0.